# Kouri-Montesinos
Kouri-Montesinos es el título del vladivideo grabado el 5 de mayo del 2000 de forma secreta por Vladimiro Montesinos, asesor del gobierno de Alberto Fujimori, en una de las salas del Servicio de Inteligencia Nacional (SIN) de Perú. Su difusión el 14 de septiembre de ese año precipitó la caída del Fujimorato.

## Contenido
En el vladivideo se aprecia una reunión mantenida el 5 de mayo de 2000 entre Alberto Kouri, congresista electo del partido político Perú Posible en las elecciones generales de 2000, y Vladimiro Montesinos. En un momento, Montesinos entrega 15 000 dólares a Kouri como soborno para que abandone su partido político e integre las filas de Perú 2000, partido del presidente Alberto Fujimori.

## Obtención del vladivideo
Desde que el día 29 de julio del 2000, fecha en que se celebran Fiestas Patrias y se instala el nuevo Congreso, hasta 18 congresistas opositores al fujimorismo renunciaron a sus partidos y pasaron a integrar la bancada oficialista de Perú 2000. Existieron sospechas de que el acto de trasfuguismo fue fruto de corrupción y compra de lealtades políticas.
A inicios de septiembre de ese año, un grupo de congresistas del Frente Independiente Moralizador (FIM) tuvo conocimiento de una cinta VHS que despejaba la duda acerca de sobornos a congresistas electos para que integrasen las filas fujimoristas. El 6 de septiembre Germán Barrera Inany, conocido posteriormente como «el Patriota», mostró al congresista Luis Iberico el que luego sería conocido como vladivideo Kouri-Montesinos. La película había sido extraída de las dependencias del Servicio de Inteligencia Nacional (SIN) por Matilde Pinchi Pinchi, ex secretaria de Vladimiro Montesinos. El precio del material fílmico fue de 100 000 dólares, proporcionados por el empresario Francisco Palacios.

### Difusión

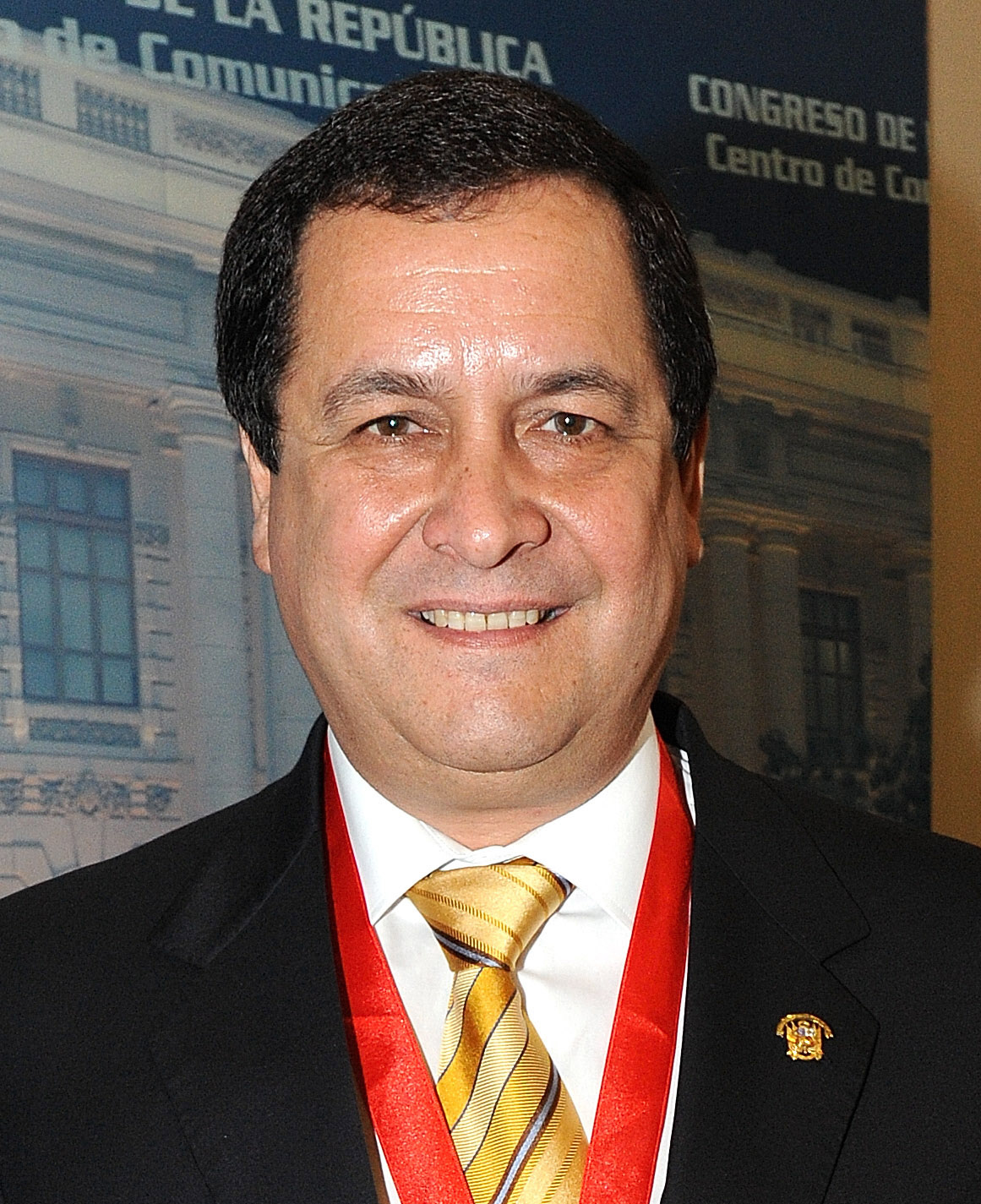
El periodista y político Luis Iberico fue uno de los congresistas que difundieron el vladivideo Kouri-Montesinos.

Una vez realizado el pago, el 9 de septiembre Iberico obtuvo la cinta. Se realizaron cuatro copias que fueron repartidas entre Iberico, Palacios, Fernando Olivera y Gonzalo Carriquiry, secretario general del FIM. A continuación idearon la forma de difundirlas sin levantar sospechas acerca del contenido del vídeo. La mañana del día 14 de septiembre los cuatro se reunieron para seguir planificando la acción cuando recibieron amenazas a sus familias y fueron anuladas las líneas de sus teléfonos celulares. Decidieron apresuradamente convocar una conferencia de prensa donde supuestamente el FIM se retiraría de una mesa de diálogo que la OEA había instalado en el país.
Una de las copias del vídeo fue depositado en Canal N; en las instalaciones de la televisora fue, además, mejorado el audio de la película, y se decidió emitirla paralelamente con la conferencia del FIM.
Durante la conferencia de prensa en el Gran Hotel Bolívar, Olivera e Iberico, junto a la ex primera dama Susana Higuchi, presentaron el vladivideo. La rueda de prensa fue emitida por medio de Canal N mientras el Congreso se encontraba sesionando. Inmediatamente Alberto Kouri se defendió de las acusaciones de corrupción y trasfugismo alegando que el dinero recibido era un préstamo para comprar un camión frigrorífico para repartir pescado en zonas económicamente deprimidas. En 2002, Kouri fue absuelto por la jueza Magali Báscones, lo que conllevó la postergación de su investigación hasta un momento posterior.
El 15 de septiembre de 2001, la Defensoría del Pueblo lanzó un comunicado para animar la creación de la Comisión Investigadora por parte del Congreso.
A pesar de que en un inicio fue archivado por una fiscal, posteriormente detenida, el 16 de septiembre, ante la presión política y popular, Alberto Fujimori anunció mediante mensaje a la Nación que desactivaría el Servicio de Inteligencia Nacional, a la vez que renunció a la presidencia del Perú y convocó nuevas elecciones.

## En la cultura popular
El libro Caiga quien caiga del fiscal José Ugaz, y la posterior película homónima del cineasta Eduardo Guillot, utilizan el vladivideo y la historia de su difusión como base argumental.